# Cutremurele din 1990 (România)
Cutremurele vrâncene din 1990 au fost 3 cutremure consecutive, produse la o adâncime de 89 km, ce au lovit România la data de 30/31 mai. Ele au creat pagube importante în România, RSS Moldovenească, Bulgaria și RSS Ucraineană.

## Cutremurele
Primul cutremur, cu o magnitudine de 6,9 grade pe scara Richter , s-a produs la ora locală 14:40:06 (10:40:06 UTC), pe data de 30 mai. În următoarele 13 ore au avut loc peste 80 de replici. La ora locală 3:17:00 (0:18:00 UTC), pe data de 31 mai, a avut loc al doilea cutremur cu magnitudinea de 6,4 grade pe scara Richter. După 3 secunde, s-a produs și al treilea seism (6,1 Mw).

## Victime
În România, 8 persoane au murit și 362 au fost rănite. Din acestea, 100 au fost rănite serios, iar 262 au suferit leziuni ușoare. În RSS Moldovenească, 4 oameni au murit și zeci au fost rănite, iar în nordul Bulgariei, o persoană a murit în urma unui atac de cord.